# 秦礼 (1926年)
秦礼（1926年10月12日—2023年1月1日），男，山西吕梁人，中国电力专家。曾任能源部武汉高压研究院党委书记、国家高电压计量站党委书记。